# エル・エスコリアル
エル・エスコリアル（El Escorial）は、スペイン・マドリード州のムニシピオ（基礎自治体）。

## 地理
クエンカ・デル・グアダラーマ郡に属する。グアダラーマ山脈の南麓地域の北西部に位置し、首都マドリードからはおよそ46kmの距離にある。地元では隣接する自治体サン・ロレンソ・デ・エル・エスコリアルと区別するため、本自治体をエル・エスコリアル・デ・アバッホと呼び、サン・ロレンソ・デ・エル・エスコリアルをエル・エスコリアル・デ・アリーバと呼ぶことが多い。自治体内をグアダラーマ川の支流であるアウレンシア川が流れる。
北はサン・ロレンソ・デ・エル・エスコリアルと、西はロブレード・デ・チャベーラとサルサレッホと、南西はナバルガメージャと、南はバルデモリージョとコルメナレッホと、東はガラパガールの各自治体と隣接する。

## 歴史
16世紀に自治体内にエル・エスコリアル修道院が建設されたが、18世紀にその地域は独立した自治体サン・ロレンソ・デ・エル・エスコリアルとして分離した。それゆえ同修道院はサン・ロレンソ・デ・エル・エスコリアル修道院とも呼ばれる。
2006年6月21日エル・エスコリアルは、サン・ロレンソ・デ・エル・エスコリアル、サンタ・マリーア・デ・ラ・アラメーダ、サルサレッホなどの自治体とともに歴史的領域・場所として文化財地区に指定された。これらの自治体は王立修道院の周囲にある、王室御用地として16世紀に制定された王室および修道院直轄領を構成していた。現在でもサン・ロレンソ・デ・エル・エスコリアル王室御用地あるいはサン・ロレンソ・デ・エル・エスコリアルおよびエル・エスコリアル王室御用地（Real Sitio de San Lorenzo de El Escorial y El Escorial）と呼ばれている。
また、自治体内の代表的史跡の一つであるカシータ・デル・プリンシペ（Casita del Príncipe、王子の別荘）は1984年11月2日にユネスコの世界遺産として登録された修道院と王室御用地の一部を構成している。

## 語源
エル・エスコリアルという名称の起源についての一致した見解はいまだないが、最も流布している説は「escoria」という語から派生したというものである。「escoria」とは冶金製造の残留物、残りかすの保管場所、貯蔵場所という意味である。しかしながら、この地にそのようなものが設置されていたという証拠はない。別の研究者たちはラテン語の「aesculus」（栗の木、この地にはこの木が非常に多い）に関係づけている。またアラビア語の「casiri」（岩の多い）に関係づける研究者もいる。
また、この地には日の当らない湿気の多い森が広がっているため、エル・エスコリアルという名称を「oscuridad」（暗さ、暗黒の意、中世語には「escuridad」という語形がみられた）という語に結びつける新説も提案されている。

## 人口
| エル・エスコリアルの人口推移 1900－2010                 |
|                                                         |
| 出典:INE（スペイン国立統計局）1900年 - 1991年、1996年 - |

## 政治
自治体首長はマドリード国民党（Partido Popular de la Comunidad de Madrid）のアントーニオ・ビセンテ・ルビオ（Antonio Vicente Rubio）で、自治体評議員はマドリード国民党：10、マドリード社会党（Partido Socialista de Madrid）：3、MA：2、統一左翼＝緑の党（IU-LV）：1、ACCION PLURAL：1となっている（2011年5月22日の自治体選挙結果、得票順）。
| 1999年6月13日自治体選挙 |        |        |          |
| 政党                    | 得票数 | 得票率 | 獲得議席 |
| PP                      | 2,678  | 53.36% | 8        |
| PSOE                    | 1,296  | 25.82% | 3        |
| IUCM                    | 660    | 13.15% | 2        |
| ADN                     | 169    | 3.37%  | 0        |
| LV                      | 89     | 1.77%  | 0        |

| 2003年5月25日自治体選挙 |        |        |          |
| 政党                    | 得票数 | 得票率 | 獲得議席 |
| PSOE-IU                 | 3,150  | 49.65% | 9        |
| PP                      | 2,755  | 43.42% | 8        |
| ADN                     | 128    | 2.02%  | 0        |
| U.I.                    | 119    | 1.88%  | 0        |

| 2007年5月27日自治体選挙 |        |        |          |
| 政党                    | 得票数 | 得票率 | 獲得議席 |
| PP                      | 3,600  | 51.55% | 9        |
| PSOE-IU                 | 2,424  | 34.71% | 6        |
| MPI                     | 782    | 11.20% | 2        |

| 2011年5月22日自治体選挙 |        |        |          |
| 政党                    | 得票数 | 得票率 | 獲得議席 |
| PP                      | 3,582  | 52.22% | 8        |
| PSOE                    | 1,187  | 17.30% | 3        |
| MA                      | 680    | 9.91%  | 2        |
| IU-LV                   | 597    | 8.70%  | 1        |
| ACCION PLURAL           | 576    | 8.40%  | 1        |

### 司法行政
エル・エスコリアルはナバルカルネーロ司法管轄区に属す。

## 史跡・文化財
この地には、フェリーペ2世にかかわるものや、この地に16世紀後半に王室御用地が設けられたことによる様々な歴史的な史跡が存在する。マドリード州の2006年の52号州法によって、分散するそれらの史跡は、現在のエル・エスコリアル、サン・ロレンソ・デ・エル・エスコリアル、サルサレッホ、サンタ・マリーア・デ・ラ・アラメーダの各自治体に相当するフェリーペ2世の囲い地の中にあった歴史的所有地と記念物群を構成する文化財として保護の対象に指定された。
エル・エスコリアルにあるものは、新古典様式のCasita del Príncipeや、エレーラ様式のサン・ベルナベ教会（Iglesia de San Bernabé）、La Granjilla de La Fresnedaや、その他の建築様式のもの、たとえばプレスタード修道院や、種々の庭園など、また人の手があまり加えられていない素晴らしい自然も残されている。